# Бассерсдорф
Бассерсдорф (нем. Bassersdorf) — коммуна в Швейцарии, в кантоне Цюрих.
Входит в состав округа Бюлах. Население составляет 10 470 человек (на 31 декабря 2007 года). Официальный код — 0052.